# Philepitta
Philepitta és un gènere d'ocells de la família dels filepítids (Philepittidae).

## Taxonomia
Descrit per Isidore Geoffroy Saint-Hilaire in 1838. El nom del gènere Philepitta és una combinació del nom francès «philédon», pels frarets de la família Meliphagidae i «pitta», pels ocells del gènere "pitta".
Philepitta és ara el gènere tipus d'una nova família d'ocells, els Philepittidae, en els quals s'han inserit aquestes dues espècies de Madagascar.
Segons la Classificació del Congrés Ornitològic Internacional (versió 14.2, 2024) aquest gènere està format per dues espècies:
- asiti vellutat (Philepitta castanea).
- asiti de Schlegel (Philepitta schlegeli).